# Мельзавод (Белоярский)
Мельзавод — микрорайон посёлка городского типа Белоярского Свердловской области России. Возник как посёлок Мельзавода № 5.

## География
Микрорайон Мельзавод занимает северо-западную часть посёлка Белоярского. Он расположен на левом берегу живописной реки Пышмы, западнее от железнодорожной ветки Баженово — Асбест.
Мельзавод № 5 не следует путать с посёлками с похожими названиями в составе других поселений в окрестностях Екатеринбурга. Так, например, в соседнем Сысертском районе есть посёлок Мельзавод № 3 в составе посёлка Большого Истока и посёлок Мельзавод № 4 в составе пристанционного посёлка Арамиль.

## Инфраструктура
По состоянию на 2020-е годы в микрорайоне имеются сетевые продуктовые магазины и закусочная, аптека, 2 АЗС. Работает строительное предприятие.

### Жилая застройка
Жилая застройка Мельзавода состоит из двухэтажных домов советских годов постройки, а также современных домов-усадеб. По словам старожилов, деревянные двухэтажки строили пленные немцы.

### Промышленность
Основа промышленности посёлка — предприятие по производству мукомольно-крупяной продукции ОАО «Альянс» (с 2004 года). Ежегодно на данном предприятии производится 11 тыс. тонн ржаной муки. Продукция предприятия пользуется спросом не только в Свердловской области, но и в соседних Курганской, Тюменской и Челябинской областях, а также в Пермском крае. Для народа в личные и подсобные хозяйства мукомольно-крупяной завод продаёт тысячу тонн отрубей ежегодно. В 2017 году завод был занесён на Доску почёта Белоярского городского округа в номинации «Лучшее предприятие по развитию социально-трудовых отношений».

### Транспорт
В Мельзаводе имеется небольшая автодорожная сеть. Улицы Маяковского и Набережная связывают микрорайон с другими частями Белоярского. Улицы Клубная и Химиков являются внешними выходами дорог Мельзавода и Белоярского в целом. Первая ведёт на юг, в соседнее село Мезенское, вторая — на север, в сторону города Заречного. Дорога на Заречный также является выездом на автомагистраль федерального значения Р351 Екатеринбург — Тюмень Объездная дорога вокруг Белоярского, к которой ведёт подъездная автодорога (улица Химиков), строилась в 2010-х годах..
В Мельзаводе налажено движение местных автобусов. В микрорайоне две автобусные остановки: «Сельхозхимия» (на выезде в сторону Заречного) и «Мельзавод» (у перекрёстка улиц Клубной и Маяковского).
Восточнее микрорайона Мельзавода проходит тупиковая ветка Свердловской железной дороги Баженово — Асбест. В районе Мельзавода на ветке расположен остановочный пункт Белоярский (до осени 2022 года назывался 5 км), где останавливаются пригородные поезда, следующие из Екатеринбурга в Асбест или в обратном направлении. Движение пассажирских поездов дальнего следования здесь не осуществляется.

## История
Посёлок Мельзавода № 5 (именно такое наименование он носил изначально) был основан в 1922 году. Название посёлка связано с постройкой мельницы в начале XX века. Об этом писал краевед А. Коровин: «Шёл 1906 год. Екатеринбургские купцы Беленький и Трутнев решили на паях соорудить мельницу — ещё одну в селе Белоярском на реке Пышме недалеко от Мезенского. Мельница получилась неплохой. Пароводяная, с годовым объемом помола пшеницы в 373 тысячи пудов — около 6 тысяч тонн. В 1919 г. была национализирована, а во главе предприятия появилось рабочее правление. К 1930 году мельница была уже крупным предприятием, которая могла за год перемолоть 5484 тонны зерна». В то время уже исчезли другие 6 мельниц, числившихся в Белоярской волости до революции, а саму мельницу именовали мельзаводом № 5. По архивным данным, Мельзавод № 5 был образован в 1940 году.
1 октября 1957 года посёлок Мельзавода № 5 был включён в состав рабочего посёлка Заречного.
27 апреля 1963 года посёлок, подчинённый в то время Заречному поссовету пригородной зоны города Асбеста, передан в подчинение Белоярского поссовета Белоярского сельского района.
30 декабря 1966 года посёлок Мельзавода № 5 объединён с посёлком Кировским.
Позже посёлок Мельзавода № 5 был включён в состав рабочего посёлка Белоярского.
В 1990-х годах был реконструирован сам мельзавод. Обновлённое предприятие стало называться ОАО «Зареченскхлебопродукт». Здесь мололи ржаную муку. Её качество проверяли сотрудники заводской лаборатории. Рабочими династиями мельзавода времён 1990-х годов называли такие семьи, как Веселкины, Зайцевы, Зуевы, Зыряновы. Директор Зареченского комбината хлебопродуктов В. А. Ударцев в то время отмечал: «С наличием свободных средств появилась возможность больше денег направлять на решение социально-бытовых проблем. В 1993 году на мельзаводе был сдан восемнадцатиквартирный дом. Заложен фундамент нового детского сада. Комбинат купил свой автобус. Доставка рабочих на дневные и ночные смены проходила  без срывов. Взяли на свой баланс столовую».

## Достопримечательности
- Река Пышма
- Памятник Неизвестному солдату

### Памятник Неизвестному солдату
Памятник Неизвестному солдату в Мельзаводе был возведён на средства предприятия в 1969 году по инициативе ветеранов Великой Отечественной войны и директора завода В. Т. Рудницкого. В то время на памятнике были таблички с именами воинов из посёлка Мельзавода. К настоящему времени таблички не сохранились.
Новую памятную табличку «Неизвестный солдат» на постаменте памятника установили 3 декабря 2014 года учащиеся средней школы № 33 города Верхней Пышмы вместе с руководителем школьных патриотических кружков при школе и музее военной техники «Боевая слава Урала» Вадимом Шипицыным. Эта табличка тоже не сохранилась, и вновь была установлена памятная табличка с посвящением воинам, павших в годы Великой Отечественной войны.
Существует версия, что автором памятника является Константин Васильевич Грюнберг, скульптор-монументалист из Екатеринбурга. Он создал в своём родном городе памятники маршалу Жукову, воинам-интернационалистам «Чёрный тюльпан», воинам-спортсменам «Лыжный батальон», детям — труженикам тыла и другие сооружения скульптуры не только в Екатеринбурге, но и в других городах.